# فندق بايوك سكاي
برج بايوك الثاني أو بايوك تاور هو ناطحة سحاب مؤلفة من 85 طابقاً، يبلغ ارتفاعها 304 متر (997 قدم)، يقع على طريق راتشبروروب 222 في منطقة راتشاثاوي في بانكوك، تايلاند. إنه المبنى
الأطول في المدينة، ويؤلف فندق بايوك سكاي الذي يعد أكثر الفنادق ارتفاعاً في جنوب شرق آسيا وسابع أكثر الأبنية الفندقية ارتفاعاً في العالم.
مع الهوائي، يصبح ارتفاع المبنى 328.4 متر (1077 قدم)، ويتميز بوجود مرصد فلكي عام في الطابق السابع والسبعين، وبار «روف توب بار أند ميوزك لاونج» في الطابق الثالث والثمانين وسطح يدور بمقدار 360 درجة في الطابق الرابع والثمانين ويضم الفندق 673 غرفة للنزلاء. تم الانتهاء من أعمال البناء في الفندق في عام 1997، وتمت إضافة الهوائي بعد ذلك بعامين. ويشير الموقع الإلكتروني لفندق بايوك سكاي إلى أن ارتفاع الفندق دون الهوائي يبلغ 309 متر (1014 قدم)، ولكن يشير كل من مجلس المباني الشاهقة والمساكن الحضرية، إمبوريس وصفحة ناطحات السحاب أن ارتفاعه يبلغ 304 متر (997 قدم).
من المخطط أن يبلغ ارتفاع ناطحة السحاب ماهانكان التابعة لمجموعة بيس ديفلبمنت وهي قيد الإنشاء حالياً 314 متر (1030 قدم) بدون هوائي، لتحل محل بايوك الثاني وتصبح المبنى الأكثر ارتفاعاً في تايلاند عند انتهاء العمل فيها في عام 2015.

## لمحة تاريخية
مشروع ابتكره خون بانلرت بايوك في أواخر الثمانينات.
وكان تم البدء بوضع أساساته في أوائل عام 1991. حيث تولّت شركة ملتيبليكس آر إس واي للمقاولات (أستراليا) تنفيذ أعمال الأساسات. فقام العمال بتثبيت 360 ركيزة خرسانية (تم تثبيتها على عمق 56 متر) قبل وضع أرضية بسماكة 5 أمتار فوقها.
وفي تشرين الثاني / نوفمبر عام 1992 تولّت المشروع شركة كونكريت كونستراكشنز (تايلاند) المحدودة وبدأت العمل في الهيكل العلوي. إذ قامت شركة المقاولات بتنفيذ 1.5 طابق شهرياً باستخدام أشكال الوثب والخرسانة المضخوخة، وتضاعفت وتيرة البناء إلى 6 طوابق في الشهر بعد أن تم بناء الطوابق الـ 21 الأولى.
وتم في عام 1995 تثبيت المرافق الميكانيكية والكهربائية. بعد الانتهاء من منصة مخصصة لتكون موقفاً للسيارات والمحال التجارية في الطابق 19.
في آب / أغسطس عام 1996 أُقيم حفل تدشين الطابق الخامس والثمانين من البرج (إذ تم وضع هيكل الطابق الأخير من البرج في أوائل عام 1997).
وكان في حزيران / يونيو عام 1999 الافتتاح الرسمي لفندق بايوك سكاي

## معلومات فنية أخرى
• استُخدم في هذا المبنى إجمالي 60,000 متر مكعب من الأسمنت. وقد صُممت أرضيته بشكل عام من صفائح مربعة الشكل بقطر 50 متر مع أعمدة في الزاويا (لكل جهة عمود مفتوح من أجل الرافعة الخارجية). ثم تبدأ الصفائح الإسطوانية الشكل بقطر 30 متر في الطابق الثمانين .
• تم تثبيت ما يقرب 360 ركيزة خرسانية عبر الإسمنت إلى طبقة رملية سميكة حتى عمق يصل إلى أكثر من 50 متر تغطيها أرضية تبلغ سماكتها 5 أمتار.

## روابط خارجية
- Baiyoke Sky Hotel Official Site
- Plan Architect Co.
- Baiyoke Sky Hotel Photos
- Bangkok Highrises
- Big panorama view from Baiyoke Towers نسخة محفوظة 19 فبراير 2008 على موقع واي باك مشين.
- Baiyoke Tower II at SkyscraperCity.com